# Francis Curzon (hrabia)
Francis Richard Henry Penn Curzon (w wyścigach samochodowych znany jako Earl Howe, ur. 1 maja 1884 w Mayfair, zm. 26 lipca 1964 w Penn) – brytyjski arystokrata i oficer marynarki, członek parlamentu i kierowca wyścigowy. Jeden z założycieli British Racing Drivers’ Club i jego prezydent. 5 hrabia Howe.

## Kariera wyścigowa
W wyścigach samochodowych Penn Curzon startował głównie w wyścigach Grand Prix, AAA Championship Car oraz w wyścigach samochodów sportowych. W latach 1931-1932, 1935-1936 Brytyjczyk brał udział w wyścigach zaliczanych do klasyfikacji Mistrzostw Europy AIACR. W pierwszym sezonie startów z dorobkiem dwudziestu punktów uplasował się na 25 pozycji w klasyfikacji generalnej. Rok później uzbierane dwadzieścia punktów dało mu dziewiąte miejsce. Po wznowieniu mistrzostw w sezonie 1935 Earl Howe uzbierał łącznie 36 punktów. Został sklasyfikowany na 21. miejscu w końcowej klasyfikacji kierowców. W kolejnym sezonie uplasował się na 26. miejscu.
W latach 1929-1932, 1934-1935 Brytyjczyk pojawiał się w stawce 24-godzinnego wyścigu Le Mans. W pierwszym swoim sezonie nie zdołał osiągnąć linii mety. Jednak już rok później odniósł zwycięstwo w klasie 2, a w klasyfikacji generalnej był piąty. W sezonie 1931 ponownie stał na najwyższym stopniu podium. Tym razem jednak dwukrotnie - w klasyfikacji klasy 3 i w klasyfikacji generalnej. W 1932 roku był piąty w klasie 3. W swoich dwóch ostatnich startach w latach 1934-1935 stawał na najniższym stopniu podium w klasie 3.